# Halinghen
Halinghen is een gemeente in het Franse departement Pas-de-Calais (regio Hauts-de-France) en telt 284 inwoners (2004). De plaats maakt deel uit van het arrondissement Boulogne-sur-Mer.

## Geografie
De oppervlakte van Halinghen bedraagt 5,5 km², de bevolkingsdichtheid is 51,6 inwoners per km².
De onderstaande kaart toont de ligging van Halinghen met de belangrijkste infrastructuur en aangrenzende gemeenten.

## Demografie
Onderstaande figuur toont het verloop van het inwonertal (bron: INSEE-tellingen).